# Rørdrummer
Rørdrummer (Botaurus) er en slægt af hejrer. 
Rørdrummen er den eneste art, der yngler i Danmark. I årene 2001 til 2004 hørtes dog en amerikansk rørdrum pauke i Vejlerne.

## Arter
- Amerikansk rørdrum, Botaurus lentiginosa.
- Rørdrum, Botaurus stellaris
- Sydamerikansk rørdrum Botaurus pinnatus
- Australsk rørdrum Botaurus poiciloptilus